# Randy Quaid
Randall Rudy Quaid (ur. 1 października 1950 w Houston) – amerykański aktor. 

## Życiorys
Urodził się w Houston w stanie Teksas w rodzinie baptystów jako syn Juanity Bonniedale „Nity” (z domu Jordan), agentki nieruchomości, i Williama Rudy’ego Quaida (ur. 21 listopada 1923, zm. 8 lutego 1987 na atak serca), elektryka. Jego młodszy brat Dennis został także aktorem. Jego rodzina była pochodzenia angielskiego, irlandzkiego i Cajun (francuskiego). Poprzez swojego ojca Quaid jest kuzynem  Gene’a Autry’ego. Dorastał w Bellaire w Teksasie. 
W liceum dla kaprysu wziął udział w zajęciach teatralnych, chociaż nie spodziewał się, że wykłady mu się spodobają. Jednak po trzecim dniu zachwycił się kursem i postanowił uczynić z aktorstwa swój cel zawodowy. Kontynuował studia aktorskie na Uniwersytecie w Houston. Podczas wykładów jego nauczyciel wysłał go na przesłuchanie do Petera Bogdanovicha do dramatu Ostatni seans filmowy (1971), gdzie zadebiutował w roli Lestera Marlowa. Wkrótce Bogdanovich obsadził go w swoich kolejnych filmach – komedii familijnej No i co, doktorku? (1972) w roli profesora Hosquitha i komediodramacie Papierowy księżyc (1973) w roli Leroya. Jego kreacja marynarza Laurence’a M. „Larry’ego” Meadowsa w komediodramacie Hala Ashby’ego Ostatnie zadanie (1973) przyniosła mu nominację do Oscara dla najlepszego aktora drugoplanowego, Złotego Globu dla najlepszego aktora drugoplanowego i Nagrody BAFTA dla najlepszego aktora drugoplanowego. 
W westernie Arthura Penna Przełomy Missouri (1976) z Marlonem Brando wystąpił w roli Małego Toda. W 1982 zagrał Austina w produkcji off-Broadwayowskiej True West, a w 1984 został obsadzony w roli tytułowej w sztuce H. Lejwika Golem podczas Festiwalu Szekspirowskiego w Delacorte Theatre w Nowym Jorku. Za rolę telewizyjną polityka Partii Demokratycznej i 36. prezydenta Stanów Zjednoczonych Lyndona Bainesa Johnsona w filmie historycznym NBC LBJ: Wczesne lata (LBJ: The Early Years, 1987) otrzymał Złoty Glob i był nominowany do Emmy. Wystąpił jako kierowca ciężarówki w teledysku do piosenki The Bangles „Walking Down Your Street” (1987), a także w wideoklipie „Heavy Fuel” (1991) zespołu Dire Straits i „Rock Star” (2001) grupy N.E.R.D.

## Filmografia
- 1971: Ostatni seans filmowy jako Lester Marlow
- 1972: No i co, doktorku? jako profesor Hosquith
- 1973: Ostatnie zadanie jako Meadows
- 1973: Papierowy księżyc jako Leroy
- 1974: Kariera Duddy Kravitza jako Virgil
- 1975: Brawurowe porwanie jako Hawk Hawkins
- 1976: By nie pełzać na kolanach jako Luther Johnson
- 1976: Przełomy Missouri jako Mały Tod
- 1978: Midnight Express jako Jimmy Booth
- 1980: Lisice jako Jay Thompson
- 1981: Serce robota jako Charlie
- 1983: W krzywym zwierciadle: Wakacje jako kuzyn Eddie Johnson
- 1985–1991: Saturday Night Live
- 1987: Ziemia poza prawem jako porucznik Vincent Bracey
- 1988: Przeprowadzka jako Frank Crawford / Cornall Crawford
- 1989: Ogary z Broadwayu jako Feet Samuels
- 1989: W krzywym zwierciadle: Witaj, Święty Mikołaju jako kuzyn Eddie Johnson
- 1990: Łatwy szmal jako Loomis
- 1990: Szybki jak błyskawica jako Tim Daland
- 1992: Frankenstein jako potwór Frankensteina
- 1994: Pierwsza liga II jako Johnny
- 1994: Zawód: dziennikarz jako Michael McDougal
- 1995: Bye Bye, Love jako Vic Damico
- 1996: Cena nadziei jako Sam Burns
- 1996: Dzień Niepodległości jako Russell Casse
- 1996: Kręglogłowi jako Ishmael
- 1996: Autobus jako żołnierz stanu Tennessee
- 1997: W krzywym zwierciadle: Wakacje w Vegas jako kuzyn Eddie Johnson
- 1998: Powódź jako szeryf Mike Collins
- 1999: Przedsionek piekła (TV) jako Doc Woods / Doc Holiday
- 1999: Waśnie w świecie baśni (TV) jako Jack Woods
- 2000: Rocky i Łoś Superktoś jako Cappy von Trapment (głos)
- 2001: To nie jest kolejna komedia dla kretynów jako Pan Briggs
- 2002: Pluto Nash jako Bruno
- 2003: Grind jako Jock Jensen
- 2003: W krzywym zwierciadle: Witaj, Święty Mikołaju 2 jako kuzyn Eddie Johnson
- 2003: Młodzi rajdowcy jako Vic Davies
- 2004: Rogate ranczo jako Alameda Slim (głos)
- 2005: Zimne dranie jako Bill Guerrard
- 2005: Tajemnica Brokeback Mountain jako Joe Aguirre
- 2006: Duchy Goi jako Król Carlos IV